# Tavèus
Tavèus (en francès Tavel) és un municipi francès situat al departament del Gard i a la regió d'Occitània.
El poble és conegut pel seu vi rosat, apreciat a tot el país i reconegut com el número 1. Cada any se celebra un concurs entre els diferents cellers per veure qui fa el vi més bo. Entre els molts cellers, n'hi ha un de cooperatiu.